# Adolf Theobald
Adolf Theobald (* 14. März 1930 in Koblenz; † 1. September 2014 in Berlin) war ein deutscher Journalist, Verlagsmanager, Medienberater und Publizist. Er begründete u. a. die Zeitschriften Capital, twen und natur.

## Leben
Theobald studierte Betriebswirtschaftslehre (Diplom-Kaufmann) an der Universität zu Köln und volontierte 1953 beim Rheinischen Merkur. Danach war er für zwei Jahre Redakteur des Magazins der Jungen Union Deutschlands (JU) Die Entscheidung.
1956 war er gemeinsam mit Stephan Wolf Gründungsherausgeber des Studentenmagazin Perspektiven in Köln, das sich als Alternative zur linken Studentenpresse etablieren sollte. 1957 gründete er die im Selbstverlag viermal jährlich herausgegebene Illustrierte Student im Bild (mit einer Auflage von 70.000 Exemplaren bald die damals größte Studentenzeitschrift Deutschlands) und 1959 gemeinsam mit Stephan Wolf und Willy Fleckhaus, einem Grafiker, die daran anschließende Jugendzeitschrift twen, deren Chefredakteur er auch war. 1960 verkauften beide ihre Anteile an den Münchner Verlag Th. Martens & Co. Das Blatt diente später Tempo und Neon als Maßstab.
Von 1962 bis 1971 war er Chefredakteur des von ihm 1961 gegründeten Wirtschaftsmagazins Capital in Hamburg. 1972 wurde er Konzeptionist und 1971 Mitglied der Geschäftsleitung beim Verlagshaus Gruner + Jahr. Bis zur Einstellung 1973 war er Chefredakteur der Zeitschrift Jasmin. 1977 wurde er als Leiter der Pressekoordination in die Geschäftsleitung des Schweizer Medienunternehmens Ringier & Co. AG in Zürich bestellt, dessen Mitglied der Unternehmensleitung er ab 1978 war. Er baute das Umweltmagazin natur in München auf, war ab 1983 auch dessen Chefredakteur und von 1985 bis 1987 Chefredakteur des Reportagemagazins GEO in Hamburg. Von 1987 bis 1991 war er Geschäftsführer des Spiegel-Verlags.
Darüber hinaus war er als Berater der Verlegerfamilien Poppen & Ortmann und Hodeige-Rombach (den Familien gehört das Badische Pressehaus mit dem Hauptprodukt Badische Zeitung) tätig. Zuletzt lebte er als freier Journalist und Medienberater in München. Er veröffentlichte u. a. in der Zeit, in der Welt, in der Badischen Zeitung, in der Frankfurter Allgemeinen Zeitung, im Cicero, im Tagesspiegel und im Spiegel.
Theobald war verheiratet. Sein Sohn Alexander (* 1964) ist in der Leitungsebene des Schweizer Medienkonzerns Ringier tätig.

## Auszeichnung
- 2013: „Wirtschaftsjournalist des Jahres“ für sein Lebenswerk (Wirtschaftsjournalist und Medium Magazin)[13]

## Schriften (Auswahl)
- Die Macher. Eine Typologie der Chefs. Mosaik-Verlag, München 1977, ISBN 3-570-02740-6.
- Das Ökosozialprodukt. Lebensqualität als Volkseinkommen (= Texte + Thesen. Band 185). Edition Interfrom, Zürich 1985, ISBN 3-7201-5185-9.